# سعود العتیبی
سعود العتیبی (انگلیسی: Saud Al-Otaibi؛ زادهٔ ۳ نوامبر ۱۹۶۹) یک ورزشکار اهل عربستان سعودی است.
از باشگاه‌هایی که در آن بازی کرده‌است می‌توان به باشگاه فوتبال الشباب عربستان سعودی، تیم ملی فوتبال عربستان سعودی، و باشگاه فوتبال الاتحاد اشاره کرد.
وی همچنین در تیم‌های ملی فوتبال Saudi Arabia under-20 عربستان سعودی بازی کرده است.